# Primaspis tippinsi
Primaspis tippinsi är en insektsart som beskrevs av Howell 1995. Primaspis tippinsi ingår i släktet Primaspis och familjen pansarsköldlöss. Inga underarter finns listade i Catalogue of Life.